# Drogerijbrug
De Drogerijbrug is een boogbrug in het centrum van de stad Delft, in de Nederlandse provincie Zuid-Holland. De brug overbrugt de Vlamingstraat en is een rijksmonument. De brug is in 1950 verlaagd. 

## Naam en geschiedenis
Deze gemetselde boogbrug dankt haar naam aan de voor Delft zo belangrijke textielindustrie. Op het pleintje ten noordwesten van de brug stond in de zeventiende eeuw een houten gebouw dat diende om lakenstoffen te drogen. 
Op de brug staat het jaartal 1774, dit is ongetwijfeld de datum van een restauratie, aangezien de brug op al op een oudere kaart figuratief afgebeeld is.